# Piedade do Rio Grande
Piedade do Rio Grande es un municipio brasileño del estado de Minas Gerais. Su población estimada en 2018 es de 4 528 habitantes, según el Instituto Brasileño de Geografía y Estadística (IBGE).

## Toponimia
El nombre está formado por dos componentes: el río Grande, que atraviesa el municipio y que cuenta con muchas muchas nacientes en su territorio, y la devoción católica a Nuestra Señora de la Piedad, cuya capilla fue construida en 1748.

## Historia
Junto a la iglesia, surgió un pueblo llamado Águas Santas. El nombre se debía a las aguas minadas de una cueva, que abastecían a los habitantes y que eran
consideradas milagrosas en la localidad. Estas aguas, hoy son un atractivo de la ciudad, y se encuentran cerca de la plaza central, en la Gruta Nuestra Señora de la Piedad. También se destaca la Hacienda Porto Real, donde se habría alojado Pedro I cuando viajó de Río de Janeiro a São João del-Rei.
El distrito se creó en 1891, con la denominación de Nossa Senhora da Piedade do Rio Grande, después Arantes, subordinado al municipio de Turvo, actualmente Andrelândia. Fue elevado a la categoría de municipio con la denominación actual por la ley estatal número 1039, el 12 de diciembre de 1953.

## Clima
Según la clasificación climática de Köppen, el municipio se encuentra en el clima tropical de altitud Cwa.

## Personas destacadas
- José Murilo de Carvalho (1939-), politólogo e historiador.[cita requerida]

## Circunscripción eclesiástica
La parroquia local pertenece a la diócesis de São João del-Rei.